# Clube Fluvial Portuense
O Clube Fluvial Portuense CvC, criado a 4 de Novembro de 1876, é a colectividade desportiva mais antiga da cidade do Porto e a terceira mais antiga de todo o país. O Fluvial pretende é uma referência na cidade do Porto na aprendizagem e competição de desportos aquáticos (remo, natação, polo aquático, natação artística), bem como na oferta de atividades aquáticas de lazer (aulas de natação e hidroginástica).
Possui a sua sede na Rua Aleixo da Mota no Porto e também instalações na avenida Diogo Leite em Vila Nova de Gaia onde se realizam as atividades relacionadas com o remo. As suas piscinas tem a particularidade de ter uma cobertura retrátil.

## História
Cinco anos após a fundação do clube (1881), o rei D. Luís I concede ao clube o título de “Real”. E em 1931, o Clube Fluvial Portuense é reconhecido como instituição de utilidade pública. O mérito do Clube Fluvial Portuense foi reconhecido por sucessivos Governos que lhe concederam as várias medalhas de Mérito Desportivo e por ocasião das celebrações do 125º aniversário, o Colar de Honra ao Mérito Desportivo, a mais alta condecoração atribuída pelo Governo Português no âmbito do associativismo desportivo.
A 12 de Janeiro de 1923 foi feito Cavaleiro da Ordem Militar de Cristo.